# 光照院 (台東区)
光照院（こうしょういん）は、東京都台東区にある浄土宗の寺院。

## 歴史
1646年（正保3年）、静蓮社寂誉によって開山された。元々は浅草新鳥越に位置していたが、宝暦年間（1751年 - 1764年）に現在地に移転した。
1923年（大正12年）の関東大震災や1945年（昭和20年）の空襲に遭い、堂宇は焼失したものの、本尊の阿弥陀三尊は何とか守り通すことができた。

### 歴代住職
- 18世：吉水現祐 - 文部官僚、社会活動家、台東区議会議員
- 19世：吉水裕光 - 知恩院布教教務部長
- 現住20世：吉水岳彦 - 仏教学者、社会活動家

## 境内
墓地には、「あさくさ山谷光潤観音像」が安置されている。周辺の山谷の労働者も等しく救うとされている。

## 社会慈業委員会ひとさじの会
2009年より、当寺院内に、周辺の路上生活者を対象とする炊き出しやアウトリーチ活動を行う「ひとさじの会」の事務局が置かれている。

### 受賞歴
- 第36回正力松太郎賞第5回青年奨励賞[5]
- 第4回浄土宗平和賞[6]
- 第58回仏教伝道文化賞沼田奨励賞[7]

## 交通アクセス
- 南千住駅より徒歩約15分（経路案内）。
- 日比谷線三ノ輪駅より徒歩約17分（経路案内）。

## 報道
TV
- 「山谷に生きる〜僧侶 親子三代の戦後〜」NHKこころの時代2022年1月23日